# Sigma SD1 Merrill
Die Sigma SD1 Merrill ist eine digitale Spiegelreflexkamera mit einem 46-Megapixel-Foveon-X3-Direktbildsensor. Sie wurde im Februar 2012 von Sigma als Nachfolger der Sigma SD1 vorgestellt.

## Technische Merkmale
Die Sigma SD1 Merrill besitzt einen Vollfarben-Foveon-X3-Direktbildsensor mit 46 effektiven Megapixel bzw. 44 aufnehmenden Megapixel. Die Kamera ist mit zwei Dual-TRUE-II-Bildverarbeitungsprozessoren, einem 98-Prozent-Sucher mit effektiv 0,62×-Vergrößerung und einem fest verbauten 3-Zoll-Monitor ausgestattet. Das Gehäuse wiegt ohne Akku und Speicherkarte rund 785 Gramm, besteht aus einer Magnesiumlegierung und ist mit Dichtungen versehen. Das Kamera-Modell ist mit über 40 Sigma-Objektiven kompatibel.

## Eigenschaften
- 46 Megapixel-Foveon-X3-Direktbildsensor
- Speichermedium: Compact Flash (Type I, UDMA kompatibel)
- TFT Farb-LCD-Monitor (ca. 460.000 Pixel)
- Dual-TRUE-II-Bildverarbeitungsprozessor
- ISO 100–6400
- Unterstützte Dateiformate: verlustfrei komprimierte RAW-Daten (12-bit, High, Medium, Low), JPEG (High, Medium, Low)
- Li-Ion-Akku BP-21, Akkuladegerät BC-21, Videoanschlusskabel, USB-Anschlusskabel
- optional: Sigma-PG-31-Akku-/Batteriegriff (für 2 BP-21-Akkus), Netzadapter SAC-4, Sigma-CR-21-Kabelfernbedienung, Sigma-RS-31-Drahtlos-Fernbedienung
- Gewicht: 785 g (ohne Akku und Speicherkarte)
- Objektivanschluss: SIGMA-SA-Bajonett
- Kompatible Objektive: SIGMA-SA-Objektive
- aktuelle Firmware: SD1: Version 1.14;    SD1 Merrill: Version 1.09

## Sigma Photo Pro
Mit der Software Sigma Photo Pro können Bildbearbeitung und Konvertierung von RAW- in JPEG- oder TIFF-Dateien bei allen Kameras der SD-Reihe durchgeführt werden.
Die Version 6.x kann kostenlos für Windows 7+ und Mac OS ab Version 10.7  (6.3.x) heruntergeladen werden. Aktuell sind die Software-Versionen 6.5.4 (Win7+) und 6.5.5 (MacOSX 10.9+) verfügbar. 6.7.4 und 6.7.5 sind 2021 mit Verbesserungen verfügbar.
Für Nutzer älterer Betriebssysteme wie Windows XP und Vista, sowie MacOS ab 10.4 steht die Version 5.5.3 noch zur Verfügung.
Die Software wird für die Sigma-SLR-Kameras SD9, SD10, SD14, SD15. SD 1 Merrill sowie für die neue SD1 Quattro (H) und auch für die Sigma DP-Reihe einschließlich Sigma DP Quattro DP0 bis DP3 (dp0 Quattro, dp1 Quattro, dp2 Quattro und dp3 Quattro) verwendet.

## SIGMA Capture Pro
SIGMA Capture Pro ermöglicht den Fotografen, die SD1- und SD1-Merrill-Kamera mit dem Computer zu verbinden und über diesen die Kameraeinstellungen und Aufnahmen aus der Ferne zu steuern.
Die Software steht allen Windows-Benutzern (Windows XP (SP2 oder höher), Windows Vista oder Windows 7 oder höher) und Mac Benutzern (Mac OS X Ver. 10.5 oder höher) in der Version 1.1.1 zur Verfügung. Aktuell 1.2.0 verfügbar.

## SIGMA Optimization Pro
SIGMA Optimization Pro ist eine spezielle Software, die es ermöglicht Objektive der neuen Produktlinien über den SIGMA-USB-Dock mit einem Computer zu verbinden und das Objektiv mit Optionen wie Firmware-Updates und Fokuseinstellungen an die Wünsche des Nutzers anzupassen. Eine verbesserte Anpassung des jeweiligen Objektivs an die verwendete Kamera wird damit auch nachträglich möglich. Aktuell ist die Version 1.3 für Windows7+ und Mac OS X 10.8+.
Mit dem SIGMA-USB-DOCK UD-01 werden die Wechselobjektive der drei Sigma-Linsen-Produktlinien (Contemporary, Art und Sports) mit der Software eingestellt.
Für DSLR anderer Hersteller stehen das USB-Dock und die Linsenserien mit anderen Bajonettanschlüssen zur Verfügung.